# Emilie Bieber

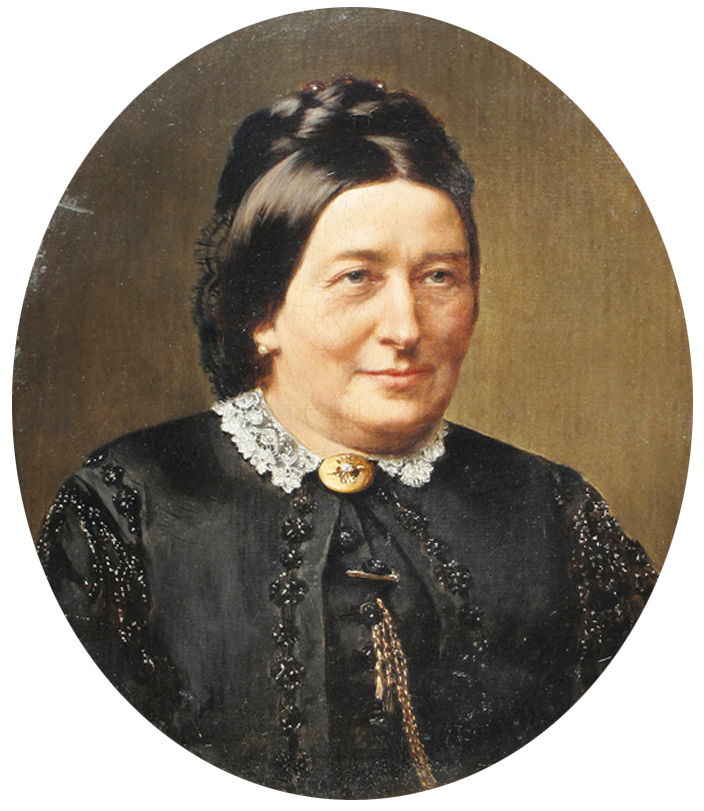
Emilie Bieber

Emilie Bieber (* 26. Oktober 1810 in Hamburg; † 5. Mai 1884 ebenda) war eine der ersten deutschen Berufsfotografinnen.

## Leben

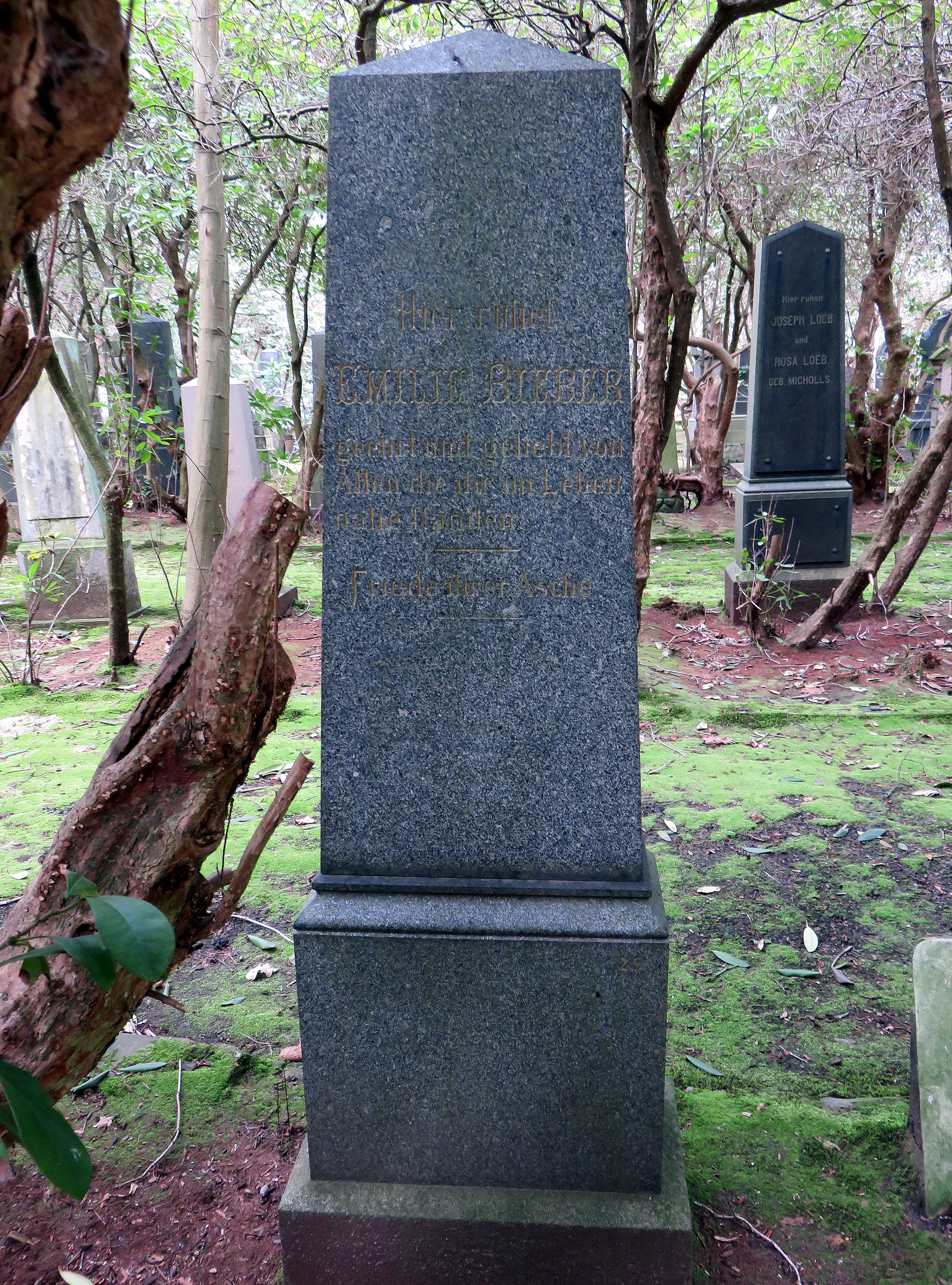
Biebers Grab auf dem Jüdischen Friedhof Ilandkoppel

Emilie Bieber war eine Tochter des Hausmaklers Heinrich Bieber und dessen Ehefrau Sara, geb. Reinhard. Im Alter von über 40 Jahren trat sie als Gründerin eines fotografischen Ateliers in Erscheinung. Sie gehörte zu einem kleinen Kreis von Frauen, die zu dieser Zeit einem Handwerk nachgingen. Das Atelier war in der obersten Etage des Hauses Große Bäckerstraße 26 untergebracht und firmierte ein Jahr nach der Eröffnung unter E. Bieber. Im Jahr 1868 erwarb sie das Haus Neuer Jungfernstieg 20 und richtete dort ein photographisches Atelier ein. An beiden Anschriften war zeitweilig auch ihr Schwager Julius Berlin als Bewohner eingetragen. Dessen Sohn Leonard Berlin wurde von der ledigen Emilie Bieber als Nachfolger eingesetzt. Im Alter von 65 Jahren zog sie sich vermutlich aus dem Atelier zurück.
Emilie Bieber war in der Hamburger Frauenbewegung engagiert. Sie setzte sich vor ihrer Tätigkeit für die Schaffung von Kindergärten ein und war u. a. mit Emilie Wüstenfeld befreundet.
Emilie Bieber starb am 5. Mai 1884 im Alter von 73 Jahren in ihrer Geburtsstadt Hamburg und wurde auf dem Jüdischen Friedhof Ilandkoppel in Hamburg-Ohlsdorf beigesetzt.

## Das fotografische Atelier „E. Bieber“
Anfang Februar 1853 eröffneten „A. Köttgen“ und „E. Bieber“ „im Hause des Hrn. Charles Beinhauer“ gr. Bäckerstraße 26 ein „Daguerreotyp-Atelier“. Die Zusammenarbeit war von kurzer Dauer, denn im Frühjahr 1854 siedelte Koettgen mit ihrer Familie nach Düsseldorf über, und Emilie Bieber übernahm das Atelier als alleinige Inhaberin.
Emilie Bieber spezialisierte sich in der Folgezeit auf handkolorierte Porträts, die bei einer flüchtigen Betrachtung nicht als Fotografie zu erkennen waren.

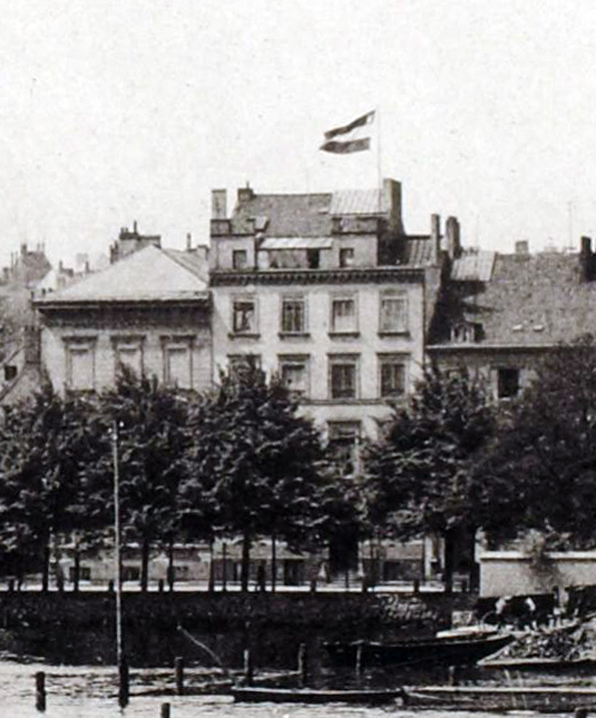
Neuer Jungfernstieg 20 (mit Flagge) um 1892; Das Atelier ist am Glasdach erkennbar.

Im Jahr 1862 trat Emilie Biebers Neffe Leonard Berlin in das fotografische Atelier ein. Nachdem sie einige Jahre Erfahrungen gesammelt und sich die technischen Möglichkeiten (z. B. Albuminpapier, Carte de Visite (CdV)) verbessert hatten, präsentierte Emilie Bieber ihre Porträts erstmals auf der ersten „Internationalen Photographischen Ausstellung“ in Berlin 1865, die vom Photographischen Verein zu Berlin veranstaltet wurde.
Emilie Bieber erwarb 1868 das Haus Neuer Jungfernstieg 20 von Isaac Joseph Jaffé (1806–1890). Auf der Gartenseite ließ sie ein großes Glashaus als Atelier errichten. Zwei Zimmer waren für den Empfang der Kunden vorgesehen und ein Toilettezimmer für die Damen. Bis Ende des Jahres 1871 unterhielt Emilie Bieber zwei Ateliers. Es sind zahlreiche Fotografien erhalten, auf deren Revers sowohl die Adresse „Große Bäckerstraße 26“ als auch „Neuer Jungfernstieg 20“ angegeben sind.
Am 13. November 1868 eröffnete in Hamburg zum dritten Mal im deutschsprachigen Raum eine „Photographische Ausstellung“, die vom Photographischen Verein zu Hamburg veranstaltet wurde. Emilie Bieber zeigte Porträtaufnahmen.
1869 präsentierte sich das Atelier erstmals im Ausland auf der 8. Ausstellung für Photographie in Paris, die von der Société française de photographie veranstaltet wurde, mit „vorzüglichen Porträts“. In den Folgejahren zeigte das Atelier auf mehreren Ausstellungen dem Publikum seine Arbeit und sein Können, so 1870 in Paris und auf der Weltausstellung 1873 in Wien.
Im Kreise ihrer 30 Angestellten feierte Emilie Bieber am 16. September 1877 das 25-jährige Bestehen ihres Ateliers.
Fotografische Ateliers, wie sie Emilie Bieber betrieb, hatten Mitarbeiter, die selten namentlich erwähnt wurden. Bekannt sind Arnold Mocsigay, der von 1869 bis 1897 die Leitung innehatte, Max Jaffé und Johann Hamann, der Ende der 1870er Jahre als Retuscheur mitarbeitete. Ein Mitarbeiter namens Vogt arbeitete als Kopierer  und feierte 1886 seine 25ige Tätigkeit im Atelier E. Bieber.

### Auszeichnungen
- 1865 Berlin: Preismedaille (für Porträts) anlässlich der vom Photographischen Verein zu Berlin veranstalteten Ausstellung im Mai.[13]
- 1868 Hamburg: Silbermedaille für Porträts (Vierte Gruppe) auf der Hamburger Ausstellung [für Photographie] im November.[14]
- 1869 Altona: Altonaer Ausstellung 1869, Silbermedaille[15]
- 1870 Paris: Medaille.[16]
- 1872 London.[17]
- 1873 Wien: Fortschritts-Medaille (Abt. Photographie) für Porträts anlässlich der Weltausstellung 1873 in Wien.[18][19]
- 1876 Hamburgische Industrie-Ausstellung 1876, Zweite Preise, Silberne Medaille, Gruppe IV[20]

### Hoflieferant
- 1872 Ernennung zur Hof-Photographin von Friedrich Karl von Preußen.[17]
- 1875 Ernennung zur Hof-Photographin von Kronprinzessin Victoria.[21]
- 1876 Ernennung zur Hof-Photographin von König Ludwig.[22] Gesuch und Genehmigung vom 23. April 1876, den Titel einer königlich baierischen Hoflieferantin verwenden zu dürfen.[23]

### Mitgliedschaften
- ab April 1865 im Photographischen Verein zu Berlin.[24]
- ab 1866 in der Photographischen Gesellschaft in Wien[25]
- ab 1867 Fortsetzung der Mitgliedschaft im Hamburger Bezirks-Verein des Deutschen Photographen-Vereins, vormals Photographischer Verein zu Berlin[26] Sie trat 1869 aus und schloss sich – wie einige andere auch – umgehend (als Auswärtiges Mitglied) dem neugegründeten Verein zur Förderung der Photographie an.[27]
- ab 1869 in der Société Française de Photographie[28]

### Nachfolge
Im Jahr 1862 trat Emilie Biebers Neffe Leonard Berlin in das photographische Atelier ein. Nach ihrem Tod 1884 hatte er „nach testamentarischer Verfügung“ das Atelier übernommen.
Das Atelier im Haus Große Bäckerstraße 26 wurde weiterhin von Fotografen benutzt: 1874 bis 1879 zeigte Herman Matsen mit der Adresse an, ab 1882 für kurze Zeit Rudolf Dührkoop und ab 1884 Hermann Köster.

## Andere Namensträger
In Hamburg war eine Familie Bieber evangelischer Konfession ansässig, die als Glockengießer bekannt waren. Später stellte die Familie überwiegend Kaufleute und Apotheker, wie Johann Diedrich Bieber, der auf der photographischen Ausstellung 1868 in Hamburg als Lieferant für Jod- und Brompräparate mit einer Bronzenen Medaille geehrt wurde. Emilie Bieber hatte keine verwandtschaftliche Verbindung zu dieser Familie.

## Sonstiges
Emilie Bieber war in der Hamburger Frauenbewegung aktiv. Sie war Mitglied im „Frauenverein zur Unterstützung der Armenpflege von 1849“ und „Frauenverein zur Unterstützung der Deutsch-Katholiken“. Zu den Förderinnen und Unterstützerinnen gehörten auch Emilie Wüstenfeld und Bertha Traun. Mehrfach wurde Emilie Bieber als Spenderin in Hamburger Zeitungen genannt. Im Dezember 1867 unterstützte sie eine Sammlung Hamburger und Altonaer Frauen für die Opfer eines Orkan auf Saint Thomas. Im Februar 1875 stiftete sie Fotografien von Emilie Wüstenfeld für die gleichnamige Stiftung. 1876 unterstützte sie die Organisation „barmherzige Schwestern“ mit einem Geldbetrag. 1869 spendete sie dem Zoologischen Garten Hamburg eine Gabelweihe.

## Werke

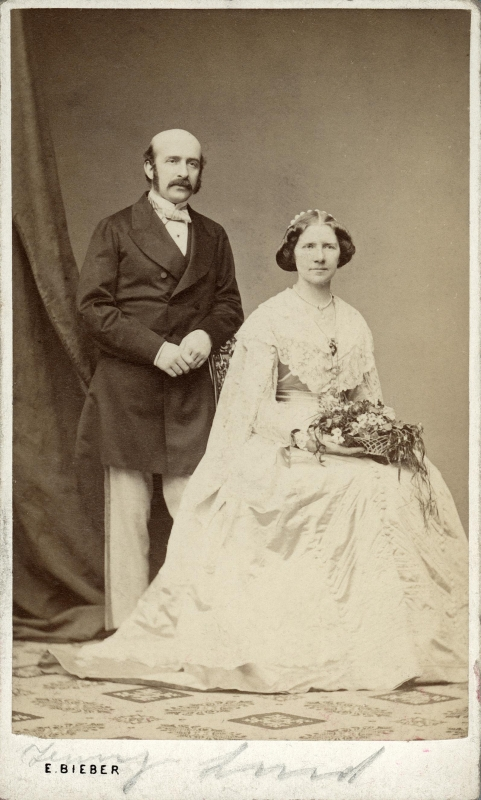
Jenny Lind mit Ehemann Otto Goldschmidt (1869)
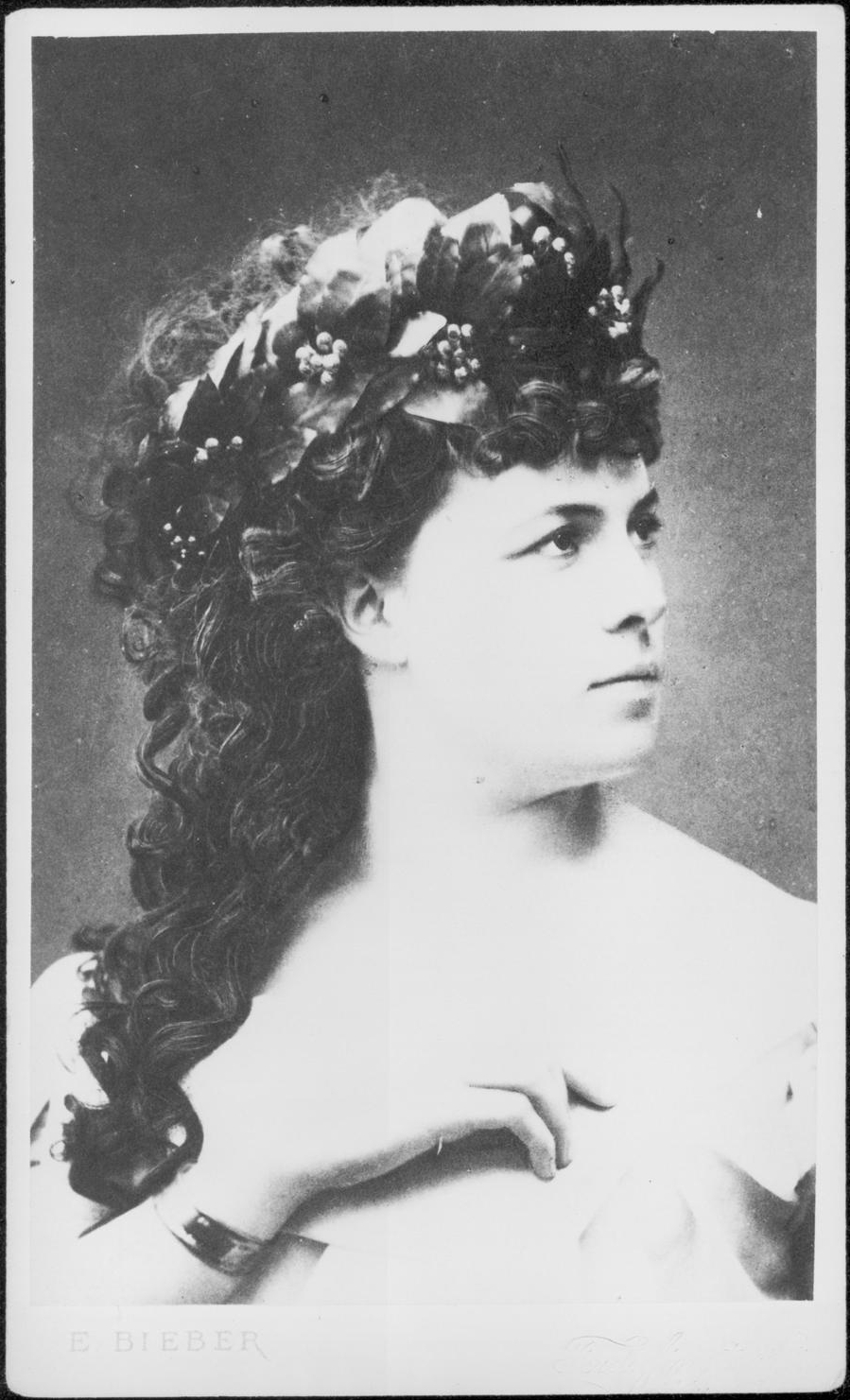
Clara Ziegler (1869)
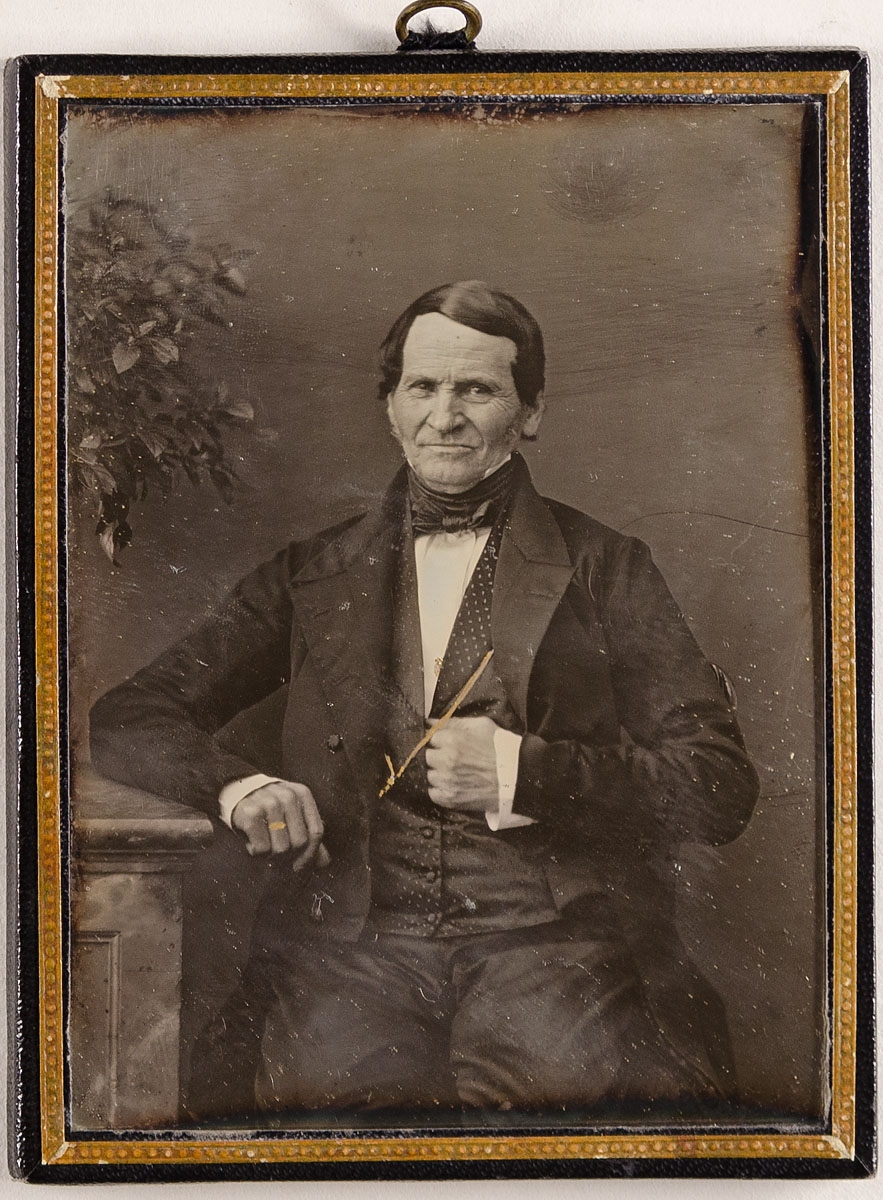
Unbekannter Mann, Daguerreotypie 1856
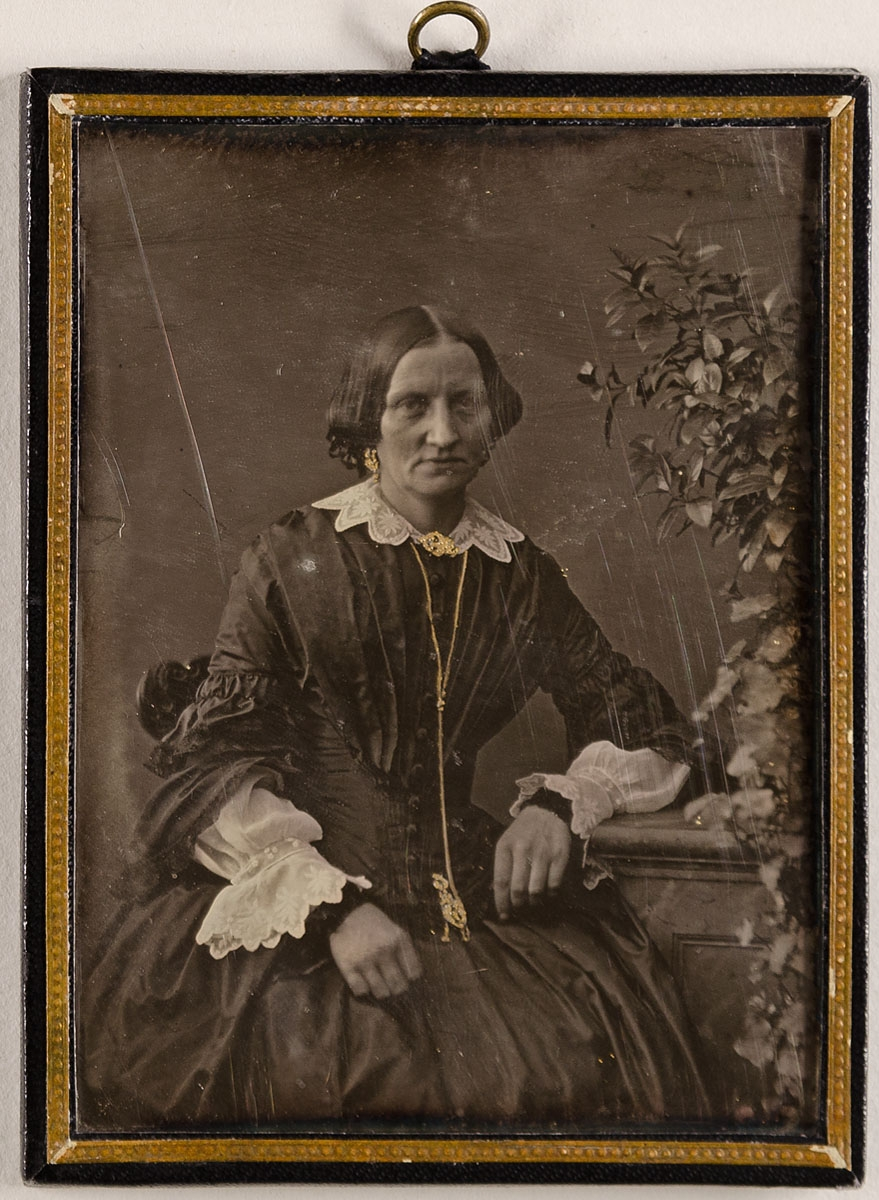
Unbekannte Frau, Daguerreotypie 1856